# Brégnier-Cordon

Brégnier-Cordon este o comună în departamentul Ain din estul Franței.

## Locuri

### În aglomerarea urbană
- Cascada Glandieu